# Coppa Europa di pallacanestro 3x3 2023
La Coppa Europa di pallacanestro 3x3 2023 (ufficialmente, in inglese, 2023 FIBA 3x3 Europe Cup) è stata la ottava edizione della competizione internazionale co-organizzata dalla FIBA. Si è tenuta dal 5 al 7 settembre 2023 a Gerusalemme, in Israele.

## Risultati
| Evento           | Oro                                                                      | Argento                                                                     | Bronzo                                                                          |
| Torneo maschile  | Serbia Nemanja Barać Marko Branković Stefan Kojić Strahinja Stojačić     | Lituania Evaldas Džiaugys Aurelijus Pukelis Marijus Užupis Šarūnas Vingelis | Lettonia Francis Lācis Kārlis Lasmanis Mārcis Osis Zigmārs Raimo                |
| Torneo femminile | Paesi Bassi Loyce Bettonvil Janis Boonstra Noortje Driessen Kiki Fleuren | Spagna Gracia Alonso Juana Camilion Vega Gimeno Sandra Ygueravide           | Lituania Giedrė Labuckienė Martyna Petrėnaitė Kamilė Nacickaitė Gabrielė Šulskė |

## Medagliere
| Posiz. | Nazione     | Oro | Argento | Bronzo | Totale |
| ------ | ----------- | --- | ------- | ------ | ------ |
| 1      | Serbia      | 1   | 0       | 0      | 1      |
| 1      | Paesi Bassi | 1   | 0       | 0      | 1      |
| 3      | Lituania    | 0   | 1       | 1      | 2      |
| 4      | Spagna      | 0   | 1       | 0      | 1      |
| 5      | Lettonia    | 0   | 0       | 1      | 1      |
| Totale | Totale      | 2   | 2       | 2      | 6      |